# Episodi de L'amica geniale (terza stagione)

Immagine dalla sigla della terza stagione.

La terza stagione della serie televisiva L'amica geniale (My Brilliant Friend in inglese), sottotitolata Storia di chi fugge e di chi resta (Those Who Leave and Those Who Stay in inglese) come l'omonimo romanzo da cui è tratta e composta da otto episodi, è stata trasmessa in prima visione assoluta in Italia su Rai 1 dal 6 al 27 febbraio 2022, in lingua originale sottotitolata in italiano (solo per le parti in napoletano). I primi due episodi sono stati pubblicati in anteprima su Rai Play il 4 febbraio 2022.
Negli Stati Uniti la stagione viene trasmessa sul canale via cavo HBO dal 28 febbraio al 18 aprile 2022, in lingua originale sottotitolata in inglese.
Il cast principale di questa stagione è formato da Margherita Mazzucco, Gaia Girace, Anna Rita Vitolo, Luca Gallone, Alessio Gallo, Francesco Serpico, Matteo Cecchi, Giulia Mazzarino, Daria Deflorian, Gabriele Vacis, Maria Vittoria Dallasta, Bruno Orlando, Riccardo Palmieri, Edu Rejón, Giovanni Buselli, Eduardo Scarpetta, Francesco Russo, Giovanni Cannata, Clotilde Sabatino, Giorgia Gargano, Giovanni Amura, Fabrizio Cottone, Rosaria Langellotto, Antonio Buonanno, Pina Di Gennaro, Giulia Pica, Claudio Lardo, Mirko Setaro, Vittorio Ciorcalo, Giovanni Toscano, Eugenio Di Fraia, Rebecca Fanucchi, Iacopo Ricciotti, Sofia Luchetti, Salvatore Tortora, Imma Villa, Elvis Esposito, Francesca Montuori, Chiara Celotto, Sophia Protino. Alba Rohrwacher narra le vicende dal punto di vista di Elena Greco da adulta.
| nº | Titolo originale     | Titolo inglese                  | Prima TV Italia  | Prima TV USA     |
| -- | -------------------- | ------------------------------- | ---------------- | ---------------- |
| 1  | Sconcezze            | Indecencies                     | 6 febbraio 2022  | 28 febbraio 2022 |
| 2  | La febbre            | The Fever                       | 6 febbraio 2022  | 7 marzo 2022     |
| 3  | La cura              | The Treatment                   | 13 febbraio 2022 | 14 marzo 2022    |
| 4  | Guerra fredda        | Cold War                        | 13 febbraio 2022 | 21 marzo 2022    |
| 5  | Terrore              | Terror                          | 20 febbraio 2022 | 28 marzo 2022    |
| 6  | Diventare            | Becoming                        | 20 febbraio 2022 | 4 aprile 2022    |
| 7  | Ancora tu            | Try Again                       | 27 febbraio 2022 | 11 aprile 2022   |
| 8  | Chi fugge, chi resta | Those Who Leave, Those Who Stay | 27 febbraio 2022 | 18 aprile 2022   |

## Sconcezze
- Titolo inglese: Indecencies
- Diretto da: Daniele Luchetti
- Scritto da: Elena Ferrante, Francesco Piccolo, Laura Paolucci e Saverio Costanzo

### Trama
Elena ha pubblicato il suo primo libro ed è ancora fidanzata con Pietro, un buon partito di famiglia potente, intellettuale e di sinistra, nonostante l'incontro con Nino Sarratore abbia risvegliato in lei il desiderio. Torna a Napoli dove legge le prime recensioni poco entusiastiche al libro, che la giudicano troppo spinta e libertina. Nel 1968 Elena va a Milano nel pieno delle occupazioni studentesche: qui incontra anche il suo vecchio fidanzato del periodo pisano, Franco Mari, che si mostra disinteressato a lei, ma comunque ancora con il carattere combattivo e ribelle di sempre.
Incontra anche Silvia, una ragazza sola e in difficoltà nel prendersi cura del figlio neonato, per poi scoprire che il padre del bambino, che ha abbandonato entrambi, è proprio Nino. Torna al Rione, dove il fidanzato la raggiunge per chiederle la sua mano donandole l'anello della nonna. Il padre è mite, le vuol bene e approva. La madre è invece sempre aspra e severa, soprattutto dopo aver scoperto che Elena si sposerà solo con rito civile. Per assecondare la madre, Elena dona alla famiglia televisore e telefono, così anche la donna finalmente dichiara la sua approvazione verso il loro matrimonio.
- Altri interpreti: Ciro Amato (Figlio del macellaio 1), Armando Annunziata (Libraio), Raffaella Antinucci (Studentessa della Statale 1), Valentina Arena (Jolanda), Gaia Buongiovanni (Elisa Greco), Daniele Cacciatore (Peppe Greco), Raffaele Capuozzo (Macellaio del rione), Davide De Lucia (Gianni Greco), Loredana Di Martino (Condomina), Antonio Di Nota (Giocatore Bar Solara), Francesco Esposito (Figlio del macellaio 2), Silvia Fantoni (Ragazza con la catena), Jacopo Siccardi (Ragazzo con il fazzoletto rosso), Maurizio Tabani (Professor Tarratano), Francesca Vetere (Studentessa della Statale 2).
- Ascolti Italia: telespettatori 4 837 000 – share 19,3%[3]
- Ascolti USA: telespettatori 130 000 – rating 18-49 anni 0,01%[4]

## La febbre
- Titolo inglese: The Fever
- Diretto da: Daniele Luchetti
- Scritto da: Elena Ferrante, Francesco Piccolo, Laura Paolucci e Saverio Costanzo

### Trama
Mentre si trova ancora a Napoli, Elena viene chiamata dai suoi vecchi amici Enzo e Pasquale, che la avvisano che Lila sta male e che vuole parlare solo con lei. Lila racconta a Elena ciò che le è successo nelle settimane precedenti. Il lavoro stressante nella fabbrica di salumi Soccavo, dove Bruno non è più il ragazzo dai modi garbati conosciuto a Ischia, ma ora dirige il salumificio, sfrutta i lavoratori e la molesta; i sacrifici e le prime ribellioni alle condizioni disumane in cui sono costretti a lavorare.
Quando Lila in più ha scoperto che Bruno è sottomesso da Michele Solara e che quindi sia i Solara che suo marito Stefano Carracci hanno sempre saputo dove si trova, si è licenziata, crollando definitivamente. Ritornando al presente, una Lila disperata e febbricitante fa promettere alla sua amica di sempre che, se dovesse capitarle qualcosa, dovrà prendersi cura di suo figlio Gennaro.
- Altri interpreti: Antonio Alfano (Uomo basso collega di Lila), Vincenzo Antonucci (Edo), Andrea Avagliano (Operaio fabbrica Soccavo), Giuseppe Brunetti (Dario), Gaia Buongiovanni (Elisa Greco), Daniele Cacciatore (Peppe Greco), Fabiana Ciancio (Condomina), Pasquale Ciotola (Operaio fabbrica Soccavo), Ianua Coeli Linhart (Isabella), Giuseppe Cortese (Gennaro Carracci), Evelina De Felice (Condomina), Davide De Lucia (Gianni Greco), Loredana Di Martino (Condomina), Antonella Romano (Teresa), Riccardo Russo (Marco Galiani), Paolo Tarallo (Filippo).
- Ascolti Italia: telespettatori 4 475 000 – share 22,1%[3]
- Ascolti USA: telespettatori 149 000 – rating 18-49 anni 0,02%[5]

## La cura
- Titolo inglese: The Treatment
- Diretto da: Daniele Luchetti
- Scritto da: Elena Ferrante, Francesco Piccolo, Laura Paolucci e Saverio Costanzo

### Trama
Elena, per aiutare Lila a stare meglio, la porta da diversi medici, che comunemente dichiarano la propria tranquillità sulla malattia, dicendo che è unicamente stanchezza. In più, durante una di queste visite, salta fuori la pillola anticoncezionale, che Lila dice subito di voler prendere. Soltanto più tardi una dottoressa dirà alle due ragazze che questa pillola serve per non restare incinta, ma non viene venduta con questo utilizzo, bensì con quello di "regolare le mestruazioni", cosa chiaramente non vera.
Dopo che Lila, Gennarino ed Enzo tornano a vivere al rione della loro infanzia, Elena lascia Napoli per tornare a Firenze.
Il 17 maggio del 1969 lei e Pietro si sposano con rito civile e uno sfarzoso ricevimento organizzato dalla madre dello sposo. Quella sera Elena e Pietro passano la loro prima notte di passione, traendone piacere comune, e iniziano con entusiasmo la loro vita da coniugati.
- Altri interpreti: Gaia Buongiovanni (Elisa Greco), Gaetano Cacace (Uomo anziano), Daniele Cacciatore (Peppe Greco), Wanda Capone (Infermiera cardiologo), Fabiana Ciancio (Condomina), Giuseppe Cortese (Gennaro Carracci), Maria Raffaella Cortese (Maria Carracci, 2 anni), Evelina De Felice (Condomina), Antonio Di Nota (Giocatore Bar Solara), Sarah Falanga (Maria Carracci), Fenicia Rocco (Segretaria, l'Unità), Carmela Sposito (Vedova Don Carlo).
- Ascolti Italia: telespettatori 4 940 000 – share 20,8%[6]
- Ascolti USA: telespettatori 124 000 – rating 18-49 anni <0,01%[7]

## Guerra fredda
- Titolo inglese: Cold War
- Diretto da: Daniele Luchetti
- Scritto da: Elena Ferrante, Francesco Piccolo, Laura Paolucci e Saverio Costanzo

### Trama
Elena rimane incinta e, dopo un po' di tempo, dà alla luce una bambina, Adele (dal nome della nonna paterna), detta "Dede". La nascita della figlia non favorisce però la concentrazione di Elena, che fa fatica a scrivere qualcosa di significativo; arriva anche a discutere con Pietro per il fatto che egli non l'aiuti a badare alla piccola. Dopo aver trovato una tata, Elena non si sente comunque ancora ispirata, iniziando a considerare il matrimonio come una prigione.
Grazie a una telefonata di Lila da Napoli, riesce finalmente a scrivere qualcosa di avvincente, basandosi sulle parole dell'amica e sui discorsi che con lei faceva da piccola. Arriva così a finire il suo secondo romanzo, che però alla madre di Pietro, Adele, non piace perché lo considera rozzo e lontano dal suo stile raffinato.
La vita sessuale di Elena e Pietro è intanto molto attiva nonostante gli alti e bassi del loro rapporto e malgrado Elena sia sul punto di tradire Pietro con un ingegnere di nome Mario. Dopo aver rifiutato l'uomo, Elena torna dal marito e nonostante l'uso attento di profilattici, rimane incinta una seconda volta, di un'altra bambina: Elsa.
- Altri interpreti: Ilaria Boscolo (Ostetrica Elena), Giuseppe Brunetti (Dario), Norbert Lentschig (Professore invitato 1), Alessandro Pardini (Sindaco di Firenze), Bruno Santini (Professore invitato 2), Giulia Weber (Marcella).
- Ascolti Italia: telespettatori 4 753 000 – share 24,9%[6]
- Ascolti USA: telespettatori 141 000 – rating 18-49 anni 0,01%[8]

## Terrore
- Titolo inglese: Terror
- Diretto da: Daniele Luchetti
- Scritto da: Elena Ferrante, Francesco Piccolo, Laura Paolucci e Saverio Costanzo

### Trama
È da poco nata la seconda figlia di Elena e Pietro, Elsa (chiamata così in onore della scrittrice Elsa Morante), e la tensione tra i due coniugi perciò inizia ad aumentare; in più Elena abbraccia la causa femminista che contraddistingue questi anni, partecipando a diverse manifestazioni.
Un giorno però giungono a Firenze, senza preavviso, Pasquale e Nadia, che mettono in soggezione la piccola Dede e insultano Pietro, criticandolo per il suo "sfarzoso" stile di vita, privo di fatiche e vero lavoro, e sottolineando come invece lui stesso, Pasquale, si sia dovuto spaccare la schiena tutta la vita per sopravvivere; anche Elena viene pesantemente insultata da Nadia, che arriva persino a dire di preferire Lila a lei. Dopo essere rimasti a pranzo e aver usufruito dei piccoli agi di casa Airota, quali vasca da bagno e giradischi, i due rozzi ragazzi se ne vanno.
Pietro, sentendosi oltraggiato, difende le persone, come loro, prima considerate "viziate" solo perché acculturate, e rimprovera Elena di essere amica di gente del genere, lontana dalla loro natura di studiosi; Elena gli rinfaccia di non sapere alcunché di loro, di essersi costruito una brillante carriera solamente grazie al suo cognome, e Pietro le sferra uno schiaffo, che però urta più lui, cresciuto sempre in un mondo pacifico, che lei, abituata da sempre alla violenza sin dai tempi del Rione.
All'arrivo dell'estate, da Napoli Elena riceve la telefonata di Lila, che le chiede di poter mandare Gennarino per un mese da lei a Firenze perché impegnata al lavoro come programmatrice all'IBM insieme a Enzo. Al mare a Viareggio la famiglia Airota e Gennarino si divertono e va tutto per il meglio, finché Elena non perde di vista Dede e Rino, per poi ritrovarli a "giocare al dottore".
- Altri interpreti: Aria e Luce Milighetti (Elsa Airota, 10 mesi), Paolo Tarallo (Filippo), Virna Zorzan (Oratrice corteo).
- Ascolti Italia: telespettatori 4 669 000 – share 19,9%[9]
- Ascolti USA: telespettatori 77 000 – rating 18-49 anni 0,01%[10]

## Diventare
- Titolo inglese: Becoming
- Diretto da: Daniele Luchetti
- Scritto da: Elena Ferrante, Francesco Piccolo, Laura Paolucci e Saverio Costanzo

### Trama
In villeggiatura il piccolo Gennaro spesso litiga con le figlie di Elena, ma lei resta tollerante finché non li scopre mentre giocano al dottore. Pietro, esasperato dal trambusto causato dai dispettucci tra Dede e Gennaro, si altera e rompe un vetro nello sbattere seccamente la porta.
Elena comprende che è il momento che Gennarino ritorni a Napoli e telefona a Lila per avvisarla. Nel corso della telefonata Elena apprende che Lila ha accettato una proposta di lavoro di Michele Solara e, meravigliandosi del fatto che questa volta l'amica non l'abbia tenuto alla larga ancora una volta, la rimprovera. Lila, seccata dal rimprovero, le risponde di occuparsi piuttosto dei comportamenti della sua famiglia, informandola che sua sorella Elisa sta frequentando Marcello Solara.
Sconcertata, Elena si reca a Napoli con tutta la famiglia per discuterne di persona con lei. Nonostante tenti di mantenere un certo distacco dalla vita del rione (a tal proposito, prenota una camera di albergo per sé, Pietro e le bambine), si trova proiettata con tutta la famiglia in un pranzo in grande stile, in casa di Elisa e Marcello con tutti i Greco, tutti i Solara, Lila ed Enzo, per festeggiare i 60 anni di Manuela Solara e il nuovo centro meccanografico di Michele Solara gestito da Lila.
Costretti dalla famiglia a restare a dormire a casa della sorella, Elena e Pietro si confrontano sui fatti e sui protagonisti del pranzo. Pietro, nel fornire la propria opinione sui commensali incontrati per la prima volta, esprime un giudizio fortemente negativo su Lila, provocando il disappunto di Elena.
Il giorno successivo, durante la visita di Elena e Pietro al centro meccanografico su pressante invito dei Solara, Lila coglie l'occasione per appartarsi e fare due chiacchiere in privato con Elena, lasciando a un'operaia l'onere della spiegazione a Pietro di come funzionano i macchinari.
Nel confronto tra le due amiche, come quasi sempre accade, le divergenze di opinione e l'atteggiamento superbo di Lila provocano qualche screzio verbale e uno stato di aggressività e di ansia in Elena. Questa comprende però di essere troppo severa nel giudizio e, correndo ad abbracciare Lila, si propone di fare uno sforzo e di "diventare" gentile e affettuosa nei confronti dell'amica del cuore, accettandola con i suoi pregi e i suoi difetti.
- Altri interpreti: Chiara Barassi (Operaia), Alessandro De Marco (Figlio grande di Gigliola), Roberta Geremicca (Maria, operaia), Luce e Aria Milighetti (Elsa Airota, 10 mesi).
- Ascolti Italia: telespettatori 4 589 000 – share 24,06%[9]
- Ascolti USA: telespettatori 49 000 – rating 18-49 anni 0,01%[11]

## Ancora tu
- Titolo inglese: Try Again
- Diretto da: Daniele Luchetti
- Scritto da: Elena Ferrante, Francesco Piccolo, Laura Paolucci e Saverio Costanzo

### Trama
La scena si apre con Franco Mari e Silvia che, a Milano, in piena notte, vengono aggrediti e brutalmente picchiati da una banda di fascisti, che violenta in gruppo Silvia e quasi uccide Franco di botte. Elena, appena saputa la notizia, corre con le figlie a casa di Mariarosa, sorella di Pietro, dove trova il suo ex fidanzato, ferito, arrabbiato e pieno di sensi di colpa per quanto successo a Silvia, nonché distrutto a letto e privo di un occhio. In più Elena partecipa a una riunione femminista dove le presenti si lamentano delle violenze subite da Silvia.
A Firenze in più il matrimonio tra Elena e Pietro si fa più distante, ma l'arrivo improvviso di Nino Sarratore sconvolge positivamente la famiglia Airota, tutta ammaliata da lui. Nino inoltre sprona Elena a scrivere qualcosa di avvincente sulla rivoluzione femminista, nell'attesa del ritorno a Firenze di Nino, invitato proprio dal marito Pietro.
All'arrivo di Nino, Elena conosce Eleonora, moglie attuale di Sarratore, con cui si sente in competizione per bellezza e portamento; ma in realtà Eleonora si dimostra molto cordiale e interessata alla carriera di Elena. Anche Nino vuole leggere il testo che aveva incaricato la donna di scrivere, e i due si avvicinano nuovamente.
- Altri interpreti: Jordan Andres Ayala Robles (Albertino Sarratore), Alessandra Nunzia Brattoli (Femminista 3), Riccardo Fara (Luciano, oste fiorentino), Veronica Otto (Femminista 1), Benedetta Parisi (Femminista 2), Gabriele Rollo (Studente), Edoardo Sferrella (Aggressore 1), Roberto Simonte (Aggressore 2), Matthias Strepponi (Mirko Sarratore).
- Ascolti Italia: telespettatori 4 294 000 – share 17,8%[12]
- Ascolti USA: telespettatori 108 000 – rating 18-49 anni 0,01%[13]

## Chi fugge, chi resta
- Titolo inglese: Those Who Leave, Those Who Stay
- Diretto da: Daniele Luchetti
- Scritto da: Elena Ferrante, Francesco Piccolo, Laura Paolucci e Saverio Costanzo

### Trama
Eleonora riempie di regali le piccole Dede ed Elsa, e pochi giorni dopo Nino si ripresenta a Firenze per pranzare a casa Airota; inoltre Adele chiama Elena per esprimerle il suo gradimento in merito agli ultimi scritti della donna, esortandola a spedirli subito alla casa editrice. Nino, a tavola, dice a Pietro di essere meno intelligente della moglie, cosa che offende aspramente il professore; Sarratore si offre poi di aiutare Elena a lavare i piatti e a mettere a letto le figlie: quella stessa sera, nel cuore della notte, presa da un desiderio travolgente, Elena lascia la camera matrimoniale dove dorme con Pietro e sgattaiola in quella dov'è Nino, con cui fa l'amore. La mattina seguente Pietro, ignaro di tutto, si scusa con la moglie per il suo comportamento infantile del giorno prima, ma lei è ormai completamente presa da Nino, di nuovo.
Quest'ultimo ed Elena portano avanti la loro relazione clandestina che spinge la donna a lasciare al mare Pietro e le bambine per tornare a casa dove passa due giorni di passione con Nino, dicendogli di voler lasciare Pietro, ma con grande delusione scopre che Nino non è intenzionato a lasciare la sua famiglia. Tornata al mare, ha un confronto con Pietro, che inizia ad avere sospetti. I due coniugi sono ormai a un punto di non ritorno e quando tornano a casa la situazione peggiora ancora, con Elena che accusa il marito di non averla mai amata e di non averle mai dato sostegno, confessandogli i sentimenti per Nino ma negando inizialmente di averlo tradito. Pietro ed Elena sono ormai separati in casa con quest'ultima decisa ad andare avanti per la sua strada, ma un giorno una sua telefonata a casa Sarratore viene presa da Eleonora che la insulta pesantemente, scoprendo con gioia che Nino l'ha lasciata per tornare da lei.
Elena allora prende coraggio e lascia Pietro, confessandogli la relazione con Nino. L'uomo non la prende bene e la umilia davanti alle figlie, obbligandola a raccontare anche a loro perché Elena vuole lasciare Firenze; neanche Lila prende bene la notizia, poiché le dice, al telefono, che sta facendo un errore e che Nino le farà del male. Tuttavia Elena, sentendosi finalmente libera di vivere la sua storia, parte con Nino per la Francia.
- Cameo: Alba Rohrwacher (Elena Greco adulta).
- Ascolti Italia: telespettatori 4 112 000 – share 21,6%[12]
- Ascolti USA: telespettatori 74 000 – rating 18-49 anni 0,01%[14]